# Katelyn Ohashi
Pour les articles homonymes, voir Ōhashi.
Katelyn Ohashi, née le 12 avril 1997 à Seattle (Washington), est une gymnaste américaine.
Elle a été membre à quatre reprises de l'équipe nationale junior de gymnastique, championne nationale junior en 2011. Retirée du niveau international, elle fait depuis 2015 partie de l'équipe de l’UCLA dans le championnat universitaire américain. Elle a eu 10.0 en compétition contre l'université de l'Arizona.

## Biographie
Katelyn Michelle Ohashi naît le 12 avril 1997 à Seattle, dans l'État de Washington, d'un père (Richard) d'origine japonaise et d'une mère (Diana) d'origine allemande, elle-même ancienne gymnaste ; elle a trois frères.
Katelyn Ohashi a douze ans lorsqu'elle fait ses débuts sur la scène de la gymnastique nationale aux Championnats nationaux olympiques juniors de 2009 où elle se classe première au sol, première ex æquo aux barres asymétriques, quatrième au concours complet et septième au saut.
En 2013, une blessure l'oblige à être opérée à l'épaule. En 2014, elle déclare dans une interview qu'elle doute de sa capacité à rester au niveau international après sa blessure. Plus tard dans l’année, elle subit une blessure au dos qui nécessite une nouvelle intervention chirurgicale. Elle connaît alors une crise qui lui fait douter de son avenir.
Ohashi rejoint l'équipe de gymnastique de l'UCLA à partir de la saison 2015-2016. Elle annonce en avril 2019 mettre un terme à sa carrière et participer à ses derniers Championnats nationaux universitaires le 20 avril.

## Palmarès
En 2018, elle se fait remarquer lors du Pac-12 Gymnastics Championship. Son programme au sol, sur un medley de Michael Jackson, lui permet d'obtenir un score de 9,950 sur 10.
Lors du défi collégial 2019, elle obtient un score parfait de 10 pour un programme au sol sur un medley de musiques de pop et de R&B (dont The Way You Make Me Feel de Michael Jackson, ou Proud Mary de Tina Turner). Cette performance est très largement partagée sur les réseaux sociaux,.
| Saison | Date            | Agrès  | Rencontre              |
| ------ | --------------- | ------ | ---------------------- |
| 2017   | 5 mars 2017     | Poutre | UCLA vs UC Berkeley    |
| 2017   | 12 mars 2017    | Poutre | UCLA vs UNC            |
| 2018   | 4 février 2018  | Sol    | UCLA vs Oklahoma       |
| 2018   | 25 février 2018 | Sol    | UCLA vs Oregon State   |
| 2018   | 13 mars 2018    | Sol    | UCLA vs San Jose State |
| 2019   | 12 janvier 2019 | Sol    | Défi collégial         |
| 2019   | 16 février 2019 | Sol    | UCLA vs Arizona        |